# Sernande
Sernande is een plaats (freguesia) in de Portugese gemeente Felgueiras en telt 891 inwoners (2001).